# Смешанная парная сборная Польши по кёрлингу на колясках
Смешанная парная сборная Польши по кёрлингу на колясках — смешанная национальная сборная команда (составленная из одного мужчины и одной женщины), представляет Польшу на международных соревнованиях по кёрлингу на колясках. Управляющей организацией выступает Ассоциация кёрлинга Польши (пол. Polski Związek Piłki Curlingu, англ. Polish Curling Association).

## Результаты выступлений

### Чемпионаты мира
| Год  | Место          | Игры           | Победы         | Поражения      | Состав (женщина, мужчина, тренер)                                           |
| ---- | -------------- | -------------- | -------------- | -------------- | --------------------------------------------------------------------------- |
| 2022 | не участвовали | не участвовали | не участвовали | не участвовали | не участвовали                                                              |
| 2023 | 17             | 9              | 3              | 6              | Joanna Kozakiewicz, Michal Gasik-Daszkowski, тренер: Agnieszka Schroeder    |
| 2024 | 19             | 6              | 2              | 4              | Monika Bodych, Łukasz Waszek, тренеры: Agnieszka Schroeder, Monika Wosinska |
| 2025 | 19             | 6              | 1              | 5              | Joanna Kozakiewicz, Michal Gasik-Daszkowski, тренер: Pawel Frynia           |

(данные отсюда:)